# Maya Hakvoort
Maya Hakvoort (Nijmegen, 19 september 1966) is een Nederlandse musicalzangeres, die vooral bekend is in Duitsland en Oostenrijk.

## Carrière
Maya Hakvoort studeerde zang aan het conservatorium van Maastricht en volgde acteer- en danslessen op de kleinkunstacademie in Amsterdam en volgde een opleiding bij De Trap in Amsterdam.
Ze debuteerde in 1989 in de musical Jeans. Na enkele kleine en grotere rollen speelde ze in het Theater an der Wien de rol van keizerin Elisabeth van Oostenrijk (Sisi) in de succesvolste Duitstalige musical aller tijden, Elisabeth. In 1994 nam ze daar de rol van de Nederlandse musicalzangeres Pia Douwes over.
In de jaren 2004 t/m 2006  toerde zij door Oostenrijk, Italië en Duitsland met haar eigen show Maya goes solo. 
Begin maart 2007 ging ze samen met enkele van haar collega's van de Vereinigten Bühnen uit Wenen voor 3 maanden naar Japan om daar in Tokio en Osaka de musical Elisabeth uit te voeren. Ze heeft de rol van Elisabeth 1026 keer gespeeld. 
Er is een dvd-versie gemaakt waarin naast Maya Hakvoort in de rol van keizerin Elisabeth Máté Kamarás in de rol van de Dood en Serkan Kaya in de rol van Luichi Luichini optreden.
Op 12 oktober 2007 ging haar solotour 'In my life' in Wenen in première, daarna ging ze met dit programma op tour door Duitsland en Oostenrijk.
In 2008 keerde ze terug naar Japan om in Tokio en Osaka drie weken met  Elisabeth op concerttour te gaan, verder speelde ze in de Blue Note in Osaka haar soloprogramma "In my life".
Op 27 februari 2009 ging haar soloprogramma "Maya´s Musical Life" in première. Ook speelde ze 2009 de hoofdrol in de musical "Kiss me Kate".
In 2010 speelde ze naast Alfons Haider als Victoria Grant de hoofdrol in de musical Victor/Victoria.
Op 30 januari 2011 ging haar 4e soloprogramma in première: "This is my Life", met aan haar zijde haar eigen 10 Man Orkest, en ze riep zelfs de hulp in van een 70-koppig kinderkoor voor haar "nieuwe" versie van "Ich gehör nur mir/Dit leven is van mij" uit de musical Elisabeth.
Op 5 april 2011 werd Maya Hakvoort door de republiek Oostenrijk geëerd met het Goldenen Verdienstzeichen der Republik Österreich.
Vanaf 22 oktober 2011 speelt Maya Hakvoort in het Theater St.Gallen de rol van Mrs. Danvers in de musical Rebecca.
In oktober 2012 speelt ze voor de laatste keer in de musical Elisabeth tijdens de tour in Japan, na 1056 keer Elisabeth in deze musical te hebben gespeeld.
In 2013 produceert ze Voices of Musical en Voices of Musical Christmas met Pia Douwes, Marjan Shaki, Lukas Perman, Ramesh Nair, The Rounder Girls en The Sophisticated Showstars met haar eigen band in Wenen, Mörbisch (aan de Neusiedlersee) en Bregenz (aan de Bodensee).
In oktober 2013 was ze te zien als Madame Giry in de concertuitvoering van Love never Dies in het Ronacher Theater in Wenen.
In de zomer van 2014 speelde ze de rol van Norma Desmond in de musical Sunset Boulevard bij de Sommerfestspiele in Tecklenburg waar ze in 2015 in de rol van Grizabella duikt in de musical CATS.
In 2016 speelde ze de zware rol van Diana Goodman in de musical Next to Normal aan het Operahuis van Dortmund, waarna ze deze verruilde voor de rol van Alte Gina in Don Camillo und Peppone. Deze speelt ze eerst in het Theater van St.Gallen in Zwitserland waarna de productie (2017) in z´n geheel verhuist naar het Ronacher Theater in Wenen.
Tijdens haar Gala Concert ter ere van haar 50ste verjaardag in het Raimund Theater  wordt ze door de stad Wenen verrast door de wethouder voor Cultuur Andreas Mailath-Pokorny met een van de hoogste onderscheidingen, de Gouden Raadhuis Man. Ook wordt ze een paar weken later door de provincie Nederoostenrijk (waar ze woont) geëerd met de hoge onderscheiding het großen Ehrenzeichen für Verdienste um das Land Niederösterreich.

## Engagementen
- 1988/89 Jeans
- 1989/90 Liz en Velma in Chicago in Nederland en België
- 1991/92 Fantine-Cover in Les Misérables in Koninklijk Theater Carré in Amsterdam
- 1993/94 Isabella in de wereldpremière van Gaudi in Aken
- 1997 Catharine in de wereldpremière van Catharine
- 1994/98 Elisabeth in Elisabeth in Wenen
- 1998 Mrs. Lyons in Bloodsbrothers in Wenen
- 1998/99 Fantine in Les Misérables in Duisburg
- 1999/00 Rose Vilbert in de Zwitserse première van Aspects of Love in Bern
- 2000 Mylady de Winter in de wereldpremière van 3 Musketiers in theater St. Gallen in Zwitserland
- .2000 There's no Business like Showbusiness in Nederland
- 2001/02 Lisa/Cover Lucy in de Oostenrijkse première van Jekyll & Hyde in Wenen
- 2003/05 de titelrol in Elisabeth in Wenen
- 2004/06 Maya goes Solo, haar eerste soloprogramma
- 2006 Eva Perón in Evita in Baden bij Wenen
- 2007 Elisabeth: tournee in Japan
- 2007 In my Life: nieuw solo-programma
- 2008 High Society in Baden bij Wenen
- 2008 Eva Perón in Evita in Baden bij Wenen
- 2009 Maya´s Musical Life: nieuw solo-programma
- 2009 Lilli Vanessi in Kiss me Kate in Wenen"
- 2010 Victoria in Victor&Victoria (Musical) in Stockerau"
- 2011/13 This is My Life: nieuw solo- programma
- 2011/12 Mrs. Danvers in Rebecca in St.Gallen, Zwitserland
- 2012 Eva Perón in Evita in Baden bij Wenen
- 2012 Elisabethtournee in Japan
- 2012 A Christmas Eve in Wenen
- 2013 Madame Giry in Love never Dies in het Ronacher Theater in Wenen
- 2013 Tour met Voices of Musical
- 2014 Norma Desmond in Sunset Boulevard bij de Sommerfestspiele Tecklenburg
- 2014 tour met Voices of Musical
- 2014 tour met Voices of Musical Christmas
- 2015 Grizabella in CATS bij de Sommerfestspiele in Tecklenburg
- 2015 tour met Voices of Musical Christmas
- 2016 Diana Goodman in Next to Normal in het Operahuis Dortmund
- 2016 Alte Gina in Don Camillo & Peppone in Theater St.Gallen, Zwitserland
- 2016 tour met Voices of Musical Christmas
- 2017 Alte Gina in Don Camillo & Peppone in Theater Ronacher in Wenen
- 2017 5-jarig jubileumconcert met Voices of Musical in het Ronacher Theater in Wenen

## Discografie
- Elisabeth - live 1996
- In Love with Musical - live 1996
- Musical Christmas in Vienna 1996
- Musicalstars singen Weihnachtslieder 1996
- Ihr Männer 1997
- Shades of Night 1997
- That's Musical 1999
- Musical Changes 2000
- Duettalbum van Marco Bakker 2000
- There's no business like showbusiness - live 2000
- Jekyll & Hyde - Wiener Productie 2002
- 10th Anniversary Concert Elisabeth 2002
- Elisabeth (5 Tracks) 2003
- Schlaraffenland 2003
- Elisabeth - 2004
- Musical Christmas in Vienna 2004
- Maya Goes Solo - 2005
- In My Life - 2007/2008

- Gemeinsame Normdatei: 134989686
- International Standard Name Identifier: 0000 0000 4692 2941
- Library of Congress Control Number: no2006122657
- MusicBrainz: a5f27292-2aff-45e7-ae15-3c715f00e5bd
- Virtual International Authority File: 56377264
- WorldCat: E39PBJmdt6ChdtpCMmX7BvBByd